# Ng Hin Wan
Ng Hin Wan (* 19. März 1958) ist ein ehemaliger Rennsportkanute aus Hongkong, der zweimal an Olympischen Sommerspielen teilnahm.
Erstmals wurde Ng für die Olympischen Spiele 1976 in Montreal nominiert, bei denen er in zwei Rennen der Kanu-Wettbewerbe an den Start ging. Mit seinem Partner Hui Cheong belegte er im Kajak sowohl über 500 Meter als auch über 1000 Meter den letzten Platz im jeweiligen Vorlauf. Auch in den anschließenden Hoffnungsläufen kamen beide nicht über den letzten Platz hinaus.
Nachdem Hongkong die Olympischen Spiele 1980 in Moskau boykottiert hatte, erfolgte 1984 wieder die Teilnahme an den Olympischen Spielen in Los Angeles. Erneut war Ng Hin Wan zweimal im Start: diesmal im Einer-Kajak über 500 Meter sowie im Vierer-Kajak über 1000 Meter gemeinsam mit Cheung Chak Chuen, Ng Tsuen Man und Tang Kwok Cheung. Dabei wiederholten sich für ihn die Resultate von 1976: Sowohl in beiden Vorläufen als auch in beiden Hoffnungsläufen reichte es nur zum jeweils letzten Rang im Feld.